# Арефьев, Александр Васильевич
Александр Васильевич Аре́фьев (14 сентября 1912, Елец, Орловская губерния — 10 апреля 1979, Москва) — советский архитектор. Лауреат Сталинской премии (1946). Главный архитектор Севастополя (1950—1959). Главный архитектор Сочи (1961—1963). Член-корреспондент Академии архитектуры СССР (1950), кандидат архитектуры (1941).

## Биография
Родился 14 сентября 1912 года в семье машиниста железнодорожной станции Елец (ныне Липецкая область). Начал трудовую деятельность десятником на стройке. В 1930 году с отличием окончил Елецкий строительный техникум. В 1934 году окончил МИИТ. Работал на крупных стройках во многих городах страны.
В 1936 году окончил Московский архитектурный институт (МАРХИ). Будучи перед Великой Отечественной войной аспирантом МАРХИ, систематически в течение нескольких лет выезжал для изучения и обмера архитектурных сооружений Самарканда, Бухары, Ташкента и других городов Средней Азии. В 1941 году защитил кандидатскую диссертацию на тему «Самаркандский жилой дом».
В 1934—1954 годах занимался преподавательской деятельностью в МАРХИ и МВХПУ. Доцент. Занимал должность заместителя директора по науке и заведующего кафедрой композиции МВХПУ. 
Во время Великой Отечественной войны занимался строительством оборонных объектов. В 1941—1943 годы Арефьев работал над большим проектом по планировке жилищного комплекса в излучине реки Урал в двух километрах от города Гурьев Казахской ССР для Гурьевского нефтеперерабатывающего завода. В планировке Гурьевского городка он воплотил идеи, почерпнутые из изучения особенностей построек в Средней Азии. Проект был опубликован в журнале «Архитектура СССР» в 1945 году. В 1946 году за строительство Гурьевского городка А. В. Арефьев был удостоен Сталинской премии второй степени. В 1948 году вышла брошюра «Гурьевский жилой городок» С. Васильковского и А. Арефьева..
В послевоенное время А. В. Арефьев работал в Москве, проектировал районы Перово Поле и Измайлово. С 1950 и по 1959 год руководил в качестве главного архитектора восстановлением Севастополя. Позднее его приемником на посту стал его многолетний заместитель В. М. Артюхов. С 1961 и по 1963 год А. В. Арефьев был главным архитектором Сочи.
С 1963 года в Москве. С 1963 по 1976 год занимал должность директора института «Моспроект-З». Под его руководством институт занимался проектированием и строительством городов лесопаркового защитного пояса, предприятий торговли и общественного питания, промышленных, культурно-бытовых и общественных зданий в Москве и Подмосковье. Занимал должность заместителя директора НИИ сельхозстрой МСХ РСФСР.
Член Союза архитекторов СССР с 1945 года. Член-корреспондент Академии архитектуры СССР с 1950 года. В 1951 году окончил университет Марксизма-Ленинизма. В 1952 году вступил в КПСС.
Избирался депутатом городского совета Сочи. Член городского комитета Севастополя, Сочи, Москвы. Член исполкома Севастополя и Сочи. Депутат Мособлсовета, депутат городского совета города Видное Московской области, депутат Кировского райсовета Москвы.
В последние годы занимался вопросами реставрации московских памятников истории и культуры.
Скончался в Москве 10 апреля 1979 года. Похоронен на Ваганьковском кладбище.

## Известные проекты
- Планировка жилищного комплекса в излучине реки Урал для Гурьевского нефтеперерабатывающего завода. Впоследствии генеральный план образцового Гурьевского городка. Во главе группы в составе С. В. Васильковского, А. Лансере, инженера И. М. Романовского.

Планировочная структура отличалась простотой и рациональностью. Главными задачами были очистка воздуха от пыли и защита почвы от загрязнения сточными водами города Гурьев. Композиционной осью плана служит широкая главная улица, связывающая посёлок с заводом. Парк культуры и отдыха, расположенный вдоль берегов Урала, окружая посёлок, образует зелёную защитную полосу от ветров. Искусственный полив зелёных насаждений осуществлялся сетью каналов, а для двойного использования воды на главной площади были предусмотрены бассейны с фонтанами. Главная улица вдоль пяти поперечных улиц и водораздела разбивает посёлок на кварталы, состоящие из одно- и двухэтажных жилых домов и общественных зданий.
С 1982 года заводской район получил статус исторического памятника республиканского значения.
- Памятник адмиралу П. С. Нахимову на площади Нахимова в Севастополе, скульптор Н. В. Томский, архитектор А. В. Арефьев 1959. Воссоздание памятника, снесённого в 1929 году.

 Объект культурного наследия народов РФ регионального значения. Рег. № 921711263810005 (ЕГРОКН)

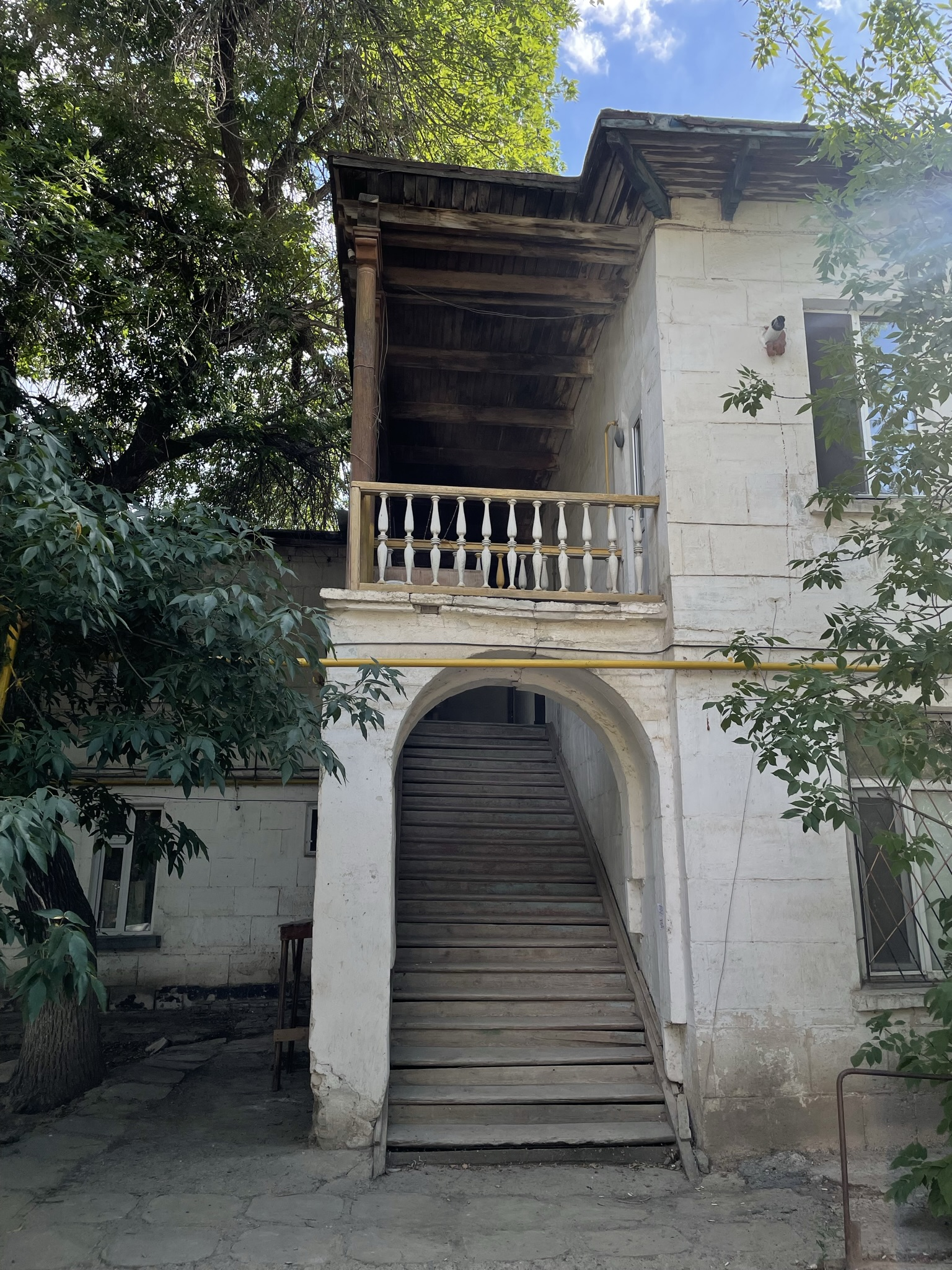
Жилая застройка в Гурьевском городке
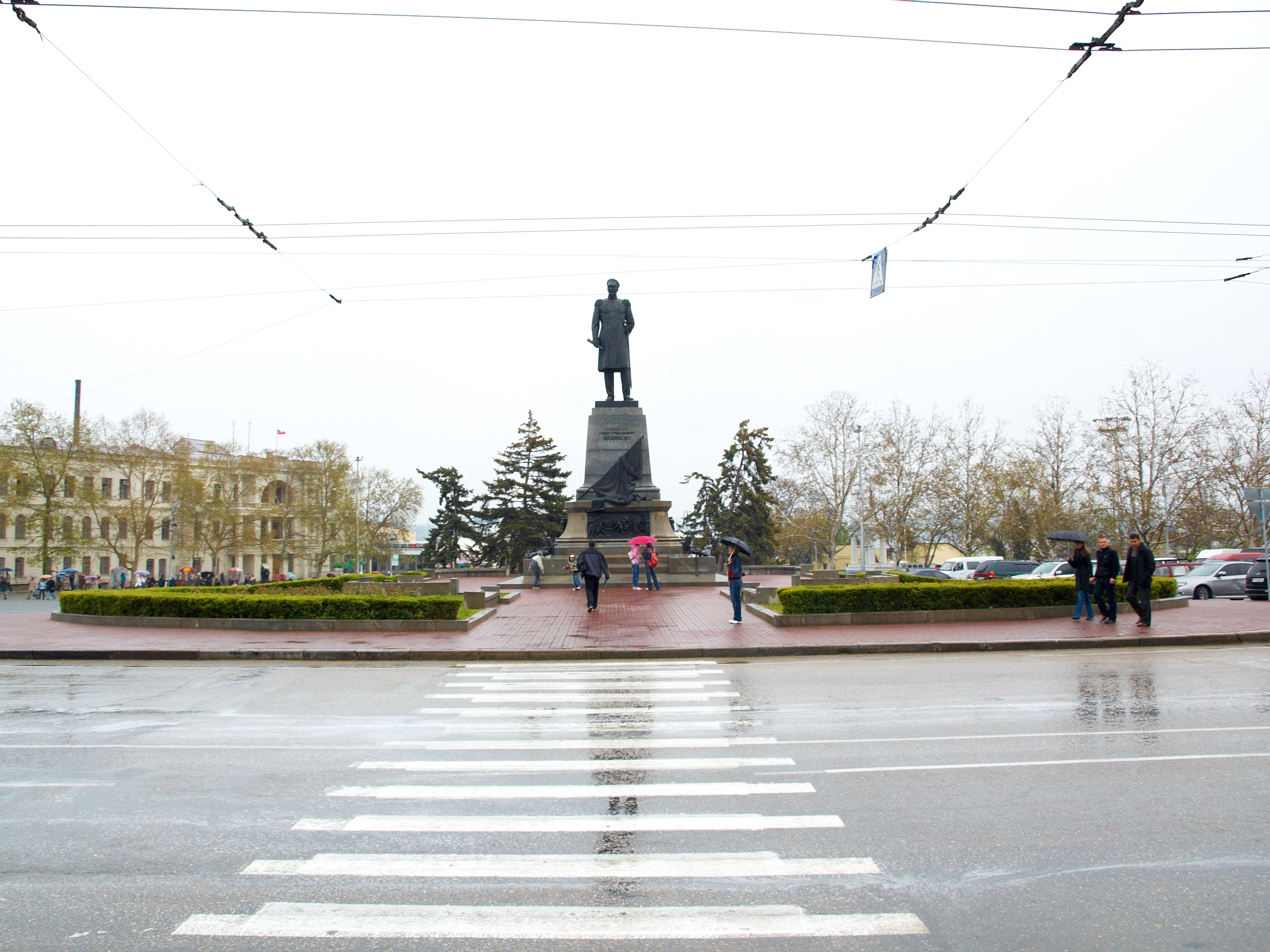
Памятник адмиралу Нахимову и архитектурное решение площади Нахимова, скульптор Н. В. Томский, архитектор А. В. Арефьев, 1959

## Награды и премии
- Сталинская премия второй степени (1946) — за создание генерального плана и большого числа домов жилого городка при заводе в городе Гурьев Казахской ССР (Гурьевский жилой городок)
- Заслуженный архитектор РСФСР (1976)[5]
- Два ордена «Знак Почёта»[5]
- Медаль «За доблестный труд в Великой Отечественной войне 1941—1945 гг.»